# Minty: The Assassin
Pour les articles homonymes, voir Minty.
Pour plus de détails, voir Fiche technique et Distribution.
Minty: The Assassin est un film américain réalisé par Eugene Baldovino, sorti en 2009.

## Synopsis
Minty est une jeune punk-rock, féministe et super-héroïne au cheveux noirs corbeau, qui obtient ses super-pouvoirs en mangeant du chocolat.

## Fiche technique
- Titre : Minty: The Assassin
- Réalisation : Eugene Baldovino
- Scénario : Eugene Baldovino
- Production : Ground Down Productions
- Musique :
- Langue : Anglais
- Pays d'origine :  États-Unis
- Genre : Action, comédie
- Lieux de tournage : Los Angeles, Californie, États-Unis
- Durée : 80 minutes
- Date de sortie :
  -  États-Unis 30 avril 2009

## Distribution
- Elina Madison : Minty
- Jacki R. Chan (en) : Molly Leviathan
- Chip Joslin : Docteur Brain Bender
- Jade English : la guarde de sécurité sexy
- David A. Lockhart : le monstre rat
- Ricardo Mamood-Vega : le cowboy
- Nora J. Novak : la mignonne postière (créditée comme Nora Jesse)
- Anthony Ray Parker : Big Boss
- McKay Stewart : Ninja
- Tabitha Taylor : Double Délicieuse
- Elan Tom : Bruce Zee
- Hawk Younkins : capitaine Capability